# 豸峰村资深堂
29°16′34″N 117°40′14″E / 29.27611°N 117.67056°E
豸峰村资深堂位于中国江西省上饶市婺源县中云镇豸峰村。
豸峰村资深堂已作为“婺源明清祠堂”的子项目列为江西省文物保护单位。